# Whewellite
La whewellite est un minéral composé d'oxalate de calcium monohydraté, de formule chimique Ca(C2O4)  ·  H2O. Elle est nommée en l'honneur du polymathe anglais William Whewell.
La whewellite cristallise dans le système cristallin monoclinique (groupe d'espace P 21/n).
La whewellite se dépose à partir de solutions hydrothermales de basse température qui sont venues en contact avec des terrains carbonatés et ont libéré du méthane, comme les schistes graphitiques.
C'est aussi le minéral constitutif des calculs rénaux.